# Beruga
Beruga is een bestuurslaag in het regentschap Musi Banyuasin van de provincie Zuid-Sumatra, Indonesië. Beruga telt 864 inwoners (volkstelling 2010).